# Inessa Kravecová
Inessa Mykolajivna Kravecová (ukrajinsky Інеса Миколаївна Кравець, * 5. října 1966, Dněpropetrovsk) je bývalá ukrajinská atletka, olympijská vítězka, mistryně světa a dvojnásobná halová mistryně světa v trojskoku. Úspěchy získala také ve skoku dalekém.

## Osobní rekordy
Hala
- trojskok – 14,67 m – 27. ledna 1995, Moskva
- skok daleký – 709 cm – 1. února 1992, Moskva

Dráha
- trojskok – 15,50 m – 10. srpna 1995, Göteborg - Současný evropský rekord
- skok daleký – 737 cm – 13. června 1992, Kyjev